# Prinsessan Rishi
Prinsessan Rishi, född 1197, död 1251, var en japansk prinsessa, kejsarinna 1233-1239. Hon var kejsarinna som hedersmor till sin brorson kejsar Shijo, med uppgiften att upprätthålla ställningen i hovceremonierna fram till att kejsaren gifte sig. 